# Samantha Saint

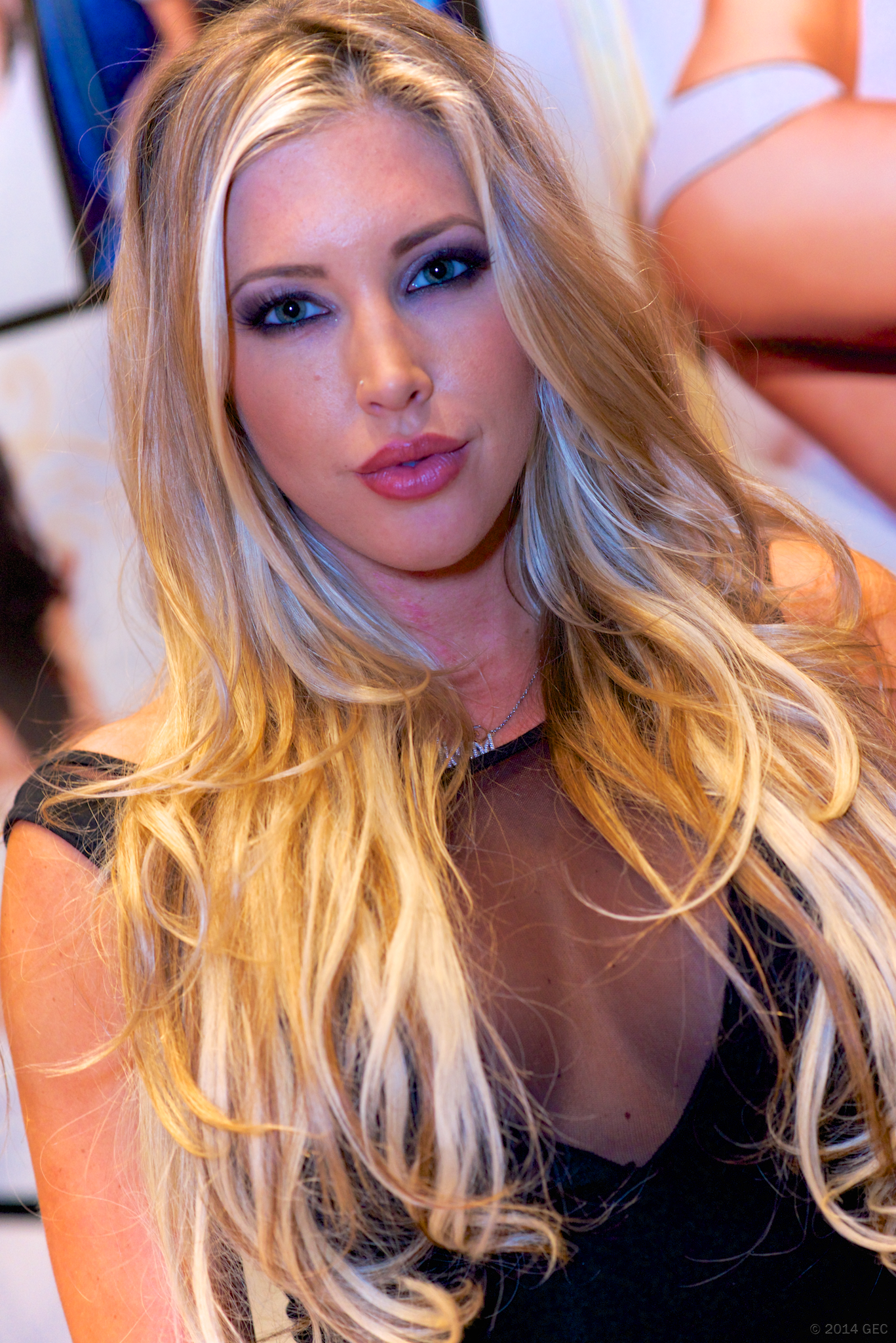
Samantha Saint bei der AVN Adult Entertainment Expo (2014)

Samantha Saint (* 8. Juni 1987 als Elizabeth Ann Weaver in Memphis, Tennessee) ist eine US-amerikanische Pornodarstellerin, Model und Penthouse Pet des Monats Oktober 2012.

## Leben
Saint begann 2011, in der Pornobranche zu arbeiten. Ihre erste Szene drehte sie für Reality Kings. Im September 2012 unterschrieb sie einen Exklusivvertrag der Pornoproduktionsgesellschaft Wicked Pictures. Sie wollte laut eigener Aussage für ein Studio arbeiten, das sie fördern würde, und wählte Wicked aufgrund deren Grundsatz, nur Szenen zu drehen, in denen Kondome verwendet werden. Saint hat auch für Produktionen von Adam & Eve, Brazzers, Naughty America, Jules Jordan Video, Girlfriends Films, Hustler Video und Twistys gedreht.
Im Jahr 2013 erlangte Saint Bekanntheit in den Medien, da sie in den Sexskandal des damaligen Miramax-CEO Richard Nanula verwickelt war. Sie war von der Talent-Agentur ATMLA gebucht worden; ihre Gage betrug 1.200 US-Dollar. Sie wurde im Vorfeld nicht darüber informiert, dass es sich bei dem männlichen Darsteller der als Privatfilm gedachten Szene um Nanula handelte. Nach Online-Stellung der Szene und der Aufdeckung von Nanulas Beteiligung wenige Wochen später trat Nanula von seinen Positionen bei Miramax und der Mutterfinanzgesellschaft Colony Capital zurück.

### Auftritte
Saint ist das Penthouse Pet des Monats Oktober 2012. Die Website GuySpeed führte sie auf Platz 86 ihrer Liste der „100 Most Mind-Numbingly Hot Women of 2012“. Im Jahr 2013 führte sie die Website TheRichest.com auf dem siebten Platz der „Top 10 Most Popular Current Female Porn Stars“.
2014 moderierte Samantha Saint zusammen mit Chanel Preston die 31. AVN Awards. Kurz vor der Verleihung der AVN Awards wurde Saint in der Radio-Show Inside the Industry von James Bartholet vorgestellt. Saint und Preston traten auch in der Podcast-Show Sex with Emily des Fernsehsenders Bravo von Dr. Emily Morse auf.
Saint spielte Rollen in Pornospielfilmen der Regisseure Stormy Daniels, Jonathan Morgan, Barrett Blade und Brad Armstrong, die von Wicked Pictures veröffentlicht wurden. 2014 wurde sie von Axel Braun für die Hauptrolle der Cinderella in der Pornoparodie Cinderella XXX: An Axel Braun Parody gecastet.
Saint lebt derzeit in Denver (Colorado). Auf Twitter folgen ihr (Stand 2022) über 675.000 Fans.

## Filmografie (Auswahl)
- 2011: Sexy Selena Rose
- 2011: Farm Girls Gone Bad
- 2011: Hustler's Untrue Hollywood Stories: Oprah
- 2011: Bra, Panties, Scissors
- 2011: TSA: Your Ass Is In Our Hands
- 2011: Hot and Mean 3
- 2011: Bang Bus 34
- 2012: Baby Got Boobs 8
- 2012: Doctor Adventures 14
- 2012: Big Tits in Uniform 8
- 2012: I Kiss Girls Vol. 2
- 2012: Hot And Mean 6
- 2012: Ideal Companion
- 2012: Dirty Creampies
- 2012: The Insatiable Miss Saint
- 2012: Pornstars Like It Big 14
- 2012: Big Tits in Sports Vol. 9
- 2012: Me And My Girlfriend
- 2012: Fuck Me And My BFF 5
- 2012: Massage Creep 5
- 2012: Busty Cops
- 2012–2013: My Dad's Hot Girlfriend 9, 15
- 2013: The Candy Striper
- 2013: The Ring
- 2013: Tonight’s Girlfriend 20
- 2013: Samantha Saint Is Completely Wicked
- 2013: My Ex Girlfriend 10
- 2013: Glamour Solos Two
- 2013: Just Visiting
- 2013: Jail Birds
- 2013: Rekindled
- 2013: Skintight
- 2013: Bikini Outlaws
- 2013: Secret Admirer
- 2013: My Wife's Hot Friend Vol. 17 (Cover Star)
- 2013: Big Tits at Work 18
- 2013: Big Tits in Uniform 9
- 2013: Erotic Massage Stories 1
- 2014: Black Owned 6
- 2014: Bra Busters 6
- 2014: The Party
- 2014: POV Amateur Auditions 18
- 2014: The Bait
- 2014: Holly Would
- 2014: Roomies
- 2014: Hot and Fresh 2
- 2014: Hot Box Lovers
- 2014: Cinderella XXX: An Axel Braun Parody
- 2014: Breakup Blues
- 2014: Cram Sessions
- 2014: CFNM Secret 9
- 2014: Samantha Saint Is Completely Wicked 2
- 2015: Pure MILF 8
- 2015: Private Fantasies Of Samantha Saint
- 2015: Jesse: Alpha Female
- 2015: Tongue In Cheek 3
- 2015: Oil Overload 12
- 2016: Getting Dirty 2
- 2016: Craving Her 2
- 2016: Fuck Party 2
- 2016: Babes On Babes
- 2016: Play With My Pussy
- 2016: The Brett Rossi Experience
- 2016: Porn Fidelity's Morning Joe 1
- 2016–2017: Glamour Solos 6, 7
- 2017: Blondie Wants The Dick 2
- 2017: Perfect F'ing Bodies 3
- 2017: Hot For Hard Cock
- 2017: Lesbian Anal Adventure
- 2017: Blondie Wants The Cream
- 2017: Super Slut Satisfaction
- 2017: Mandingo Massacre 11
- 2017: Pussy Party
- 2018: Busty Lesbian Seductions 2
- 2018: Samantha Loves Cock
- 2018: Naughty Office 54
- 2018: Interracial Angels 2
- 2018: Big Tittied Starlets 2
- 2018: Busty, Blonde & Wet
- 2018–2019: Pornstar Solos 6, 8
- 2018: Group Sex Passion
- 2018: Big Tits 3
- 2018: Blacked Raw 7
- 2018: Big Blonde Tits
- 2019: Big Boob Blowjob Beauties
- 2019: Blondes With Big Tits
- 2020: MILF 1
- 2020: Big Gulp Girls 6

## Nominierungen
Samantha Saint wurde seit 2012 für verschiedene Kategorien der AVN Awards sowie der XBIZ Awards nominiert, ging aber bei den Preisverleihungen bislang leer aus.

## Trivia
Saint trägt auch in ihren Filmen einen Ring am rechten kleinen Finger.